# Каравелла (электрофон)
«Каравелла» — серия советских электрофонов, выпускавшихся в 1970-е — 1980-е годы.
От других марок советских электрофонов отличаются тем, что выполнены в настольно-настенном оформлении, то есть, могут при желании владельца размещаться не только на столе, но и на стене, аналогично акустическим системам и абонентским громкоговорителям.
В серию входят три модели:

## «Каравелла» (первая модель, без номера)
Первая модель в серии является единственной ламповой. Электрофон выполнен в деревянном корпусе, электропроигрывающее устройство (ЭПУ) перед использованием откидывается, а в нерабочем положении устанавливается в вертикальное положение, причём его дно служит одновременно крышкой корпуса. Усилитель выполнен на стандартном для большинства электрофонов тех лет сочетании ламп — 6Н2П и 6П14П, однако, выходной трансформатор использован большего размера, чем в электрофонах аналогичного класса, что положительно сказывается на качестве звука.

## «Каравелла-201»
Выпущенный в 1974 году транзисторный электрофон с функцией трёхпрограммного громкоговорителя. Хотя эта функция, по сути, превращает электрофон в подобие радиолы, в документации аппарат всё равно именуется электрофоном. Существует также модель 201А, в которой отсутствует данная функция и выполняющий её узел.
В отличие от предыдущей модели, ЭПУ и электронная часть переставлены местами. Плата приёма трёхпрограммного вещания выполнена на транзисторе КТ 315Б, усилитель — на транзисторах КТ315Б, трёх МП40, двух МП40А, одном МП37А, двух П213Б. Для коммутации сигналов используются два реле серии РЭС6.

## «Каравелла-203-стерео»
В этой модели, выпущенной в 1982 году, вместо откидывающегося вниз ЭПУ применено полуавтоматическое вертикальное, близкое по принципу действия к ЭПУ электрофона «Лидер-302», но более высококачественное.
Электрофон сетевой транзисторный «Каравелла-203-стерео» с 1982 года выпускал Кировский завод «Ладога». Он предназначен для воспроизведения записи с моно и стереофонических пластинок. Отличительная особенность электрофона — вертикальное положение проигрываемой грампластинки. Всё это потребовало решения технических задач, связанных с устранением влияния дисбаланса грампластинки приводящего к изменению скорости воспроизведения, повышенными требованиями к тонарму звукоснимателя и узлу диска. Для модели второй группы сложности оказались непригодны решения, допустимые по затратам для моделей высшей группы, поэтому необходимые параметры были получены иначе — применением быстродействующей системы стабилизации частоты вращения диска и тангенциального тонарма оригинальной конструкции.
От других электрофонов ''Каравелла-203-стерео'' отличается и рядом новых потребительских качеств. Так был использован непосредственный привод диска, от сверхтихоходного асинхронного дуго-статорного двигателя с электронной стабилизацией частоты вращения, применён звукосниматель на основе тангенциального тонарма и пьезокерамической головки ГЗК-208, предусмотрен стробоскоп со встроенной подсветкой и плавная регулировка частоты вращения диска, верньерное устройство ручного перемещения головки звукоснимателя с блокировкой перемещения рабочего положения, фиксатор для пластинки на оси диска ЭПУ, очиститель пластинки. Электрофон комплектуется двумя широкополосными АС фазоинверсного типа, НЧ тракт отличается низким уровнем нелинейных искажений. Электрофон имеет свойства для моделей второй группы сложности: это раздельные регуляторы громкости, тембра по ВЧ и НЧ частотам звука, переключатели ''моно" и "стерео'', входов и формата пластинок, устройство отключения автостопа. Частота вращения диска 33 и 45 об./мин. Коэффициент детонации 0,2 %. Номинальная выходная мощность 2×3 Вт. Диапазон частот по напряжению 40…20000 Гц, по звуковому давлению 80…16000 Гц. Коэффициент гармоник 0,5 %. Отношение сигнал/шум −63 дБ. Переходное затухание каналов −50 дБ. Габариты электрофона 420×437×185 мм. АС 332×475×165 мм. Масса электрофона 13 кг. АС 6 кг. Цена комплекта 347 руб.
Новшествами стали стереофонический тракт и прямой привод с помощью сверхтихоходного электродвигателя с оптической обратной связью, ротором которого являлся сам диск, стробоскоп на неоновой лампе, однако, головка звукоснимателя осталась пьезоэлектрической. Главным новшеством было применение тангенциального тонарма оригинальной конструкции. Пьезоэлектрическая головка звукоснимателя ГЗК-208 была специально разработана для этого электрофона и отличалась от выпускавшихся в то время ГЗКУ лучшим качеством. Благодаря улучшенному подвесу подвижной системы в головке ГЗК-208 и интересному решению (применён предусилитель на полевых транзисторах — истоковый повторитель на КП-103 непосредственно в голове тонарма) — звук у аппарата довольно приличный, максимально приближен к качеству магнитной головки. В электрофоне в общей сложности применены 49 транзисторов, включая четыре полевых, а также три интегральные схемы К553УД1А, из них одна в вентильном электродвигателе и две в двуполярном стабилизаторе напряжения. Электрофон имеет два отдельных силовых трансформатора: один для электродвигателя, второй для звукового тракта.